# Tinta à base de chumbo

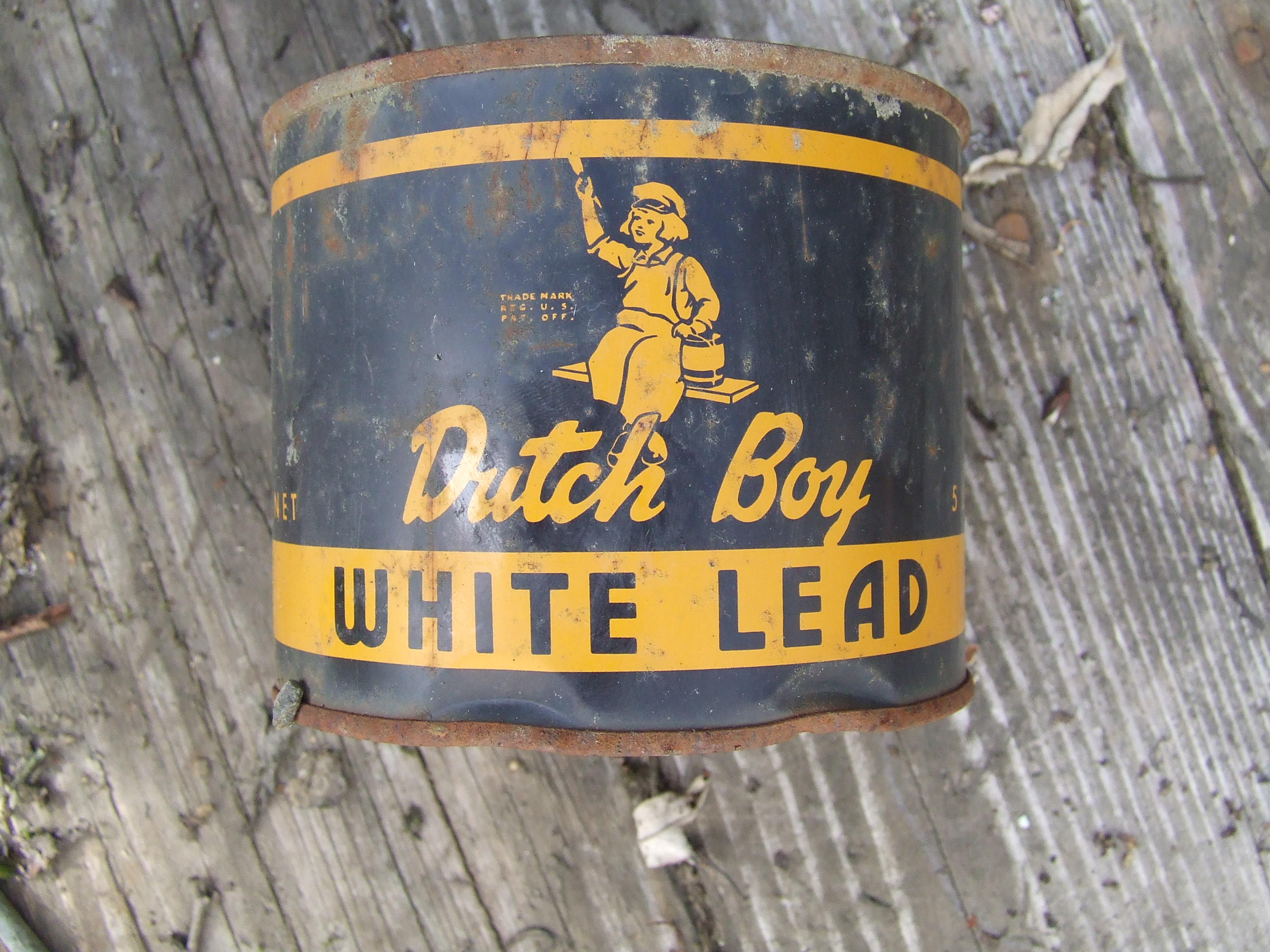
Embalagem de tinta à base de chumbo da Dutch Boy Paint (frente).

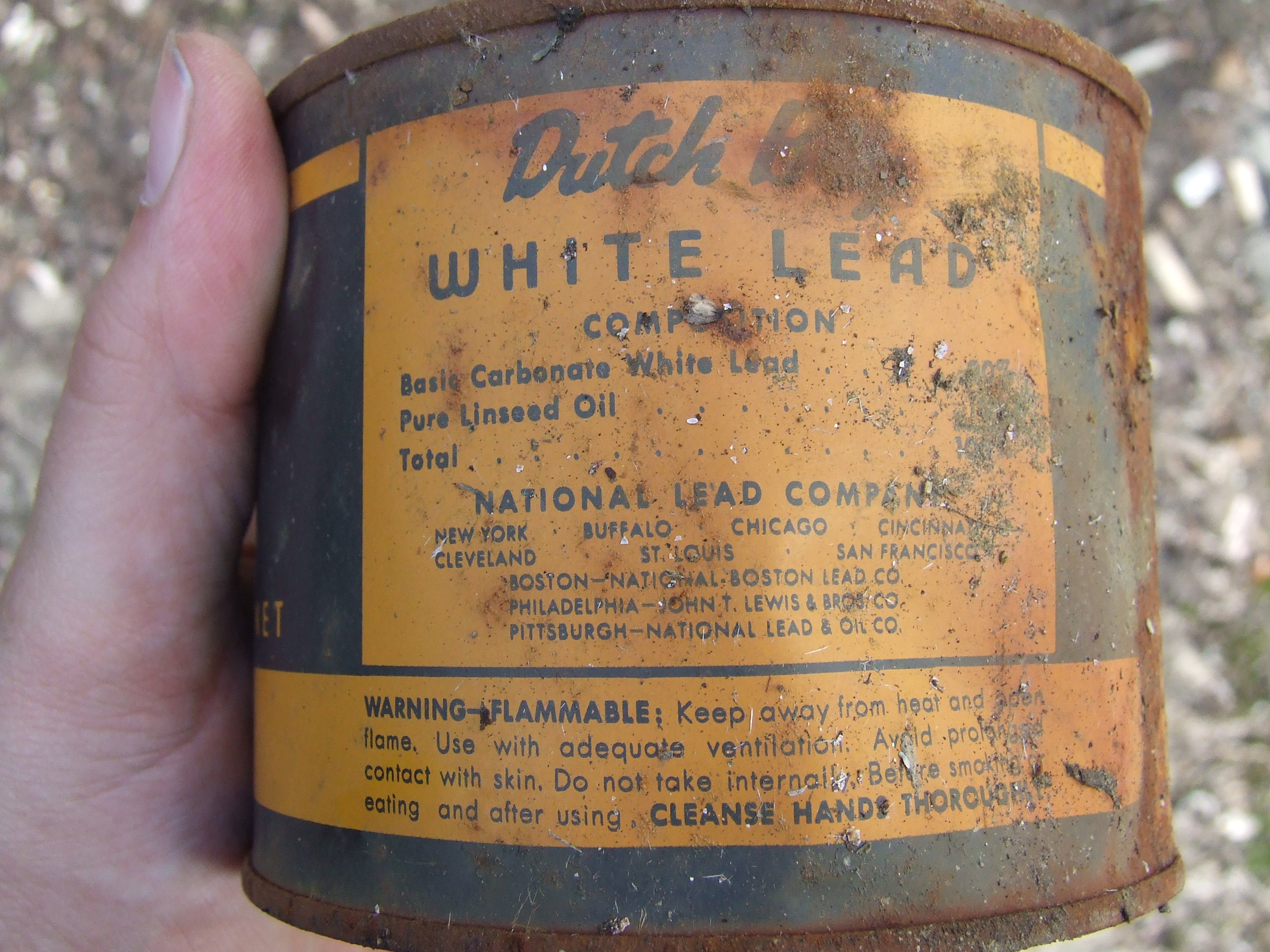
Embalagem de tinta à base de chumbo da Dutch Boy Paint (verso).

Tinta à base de chumbo se refere a qualquer tinta que contenha chumbo. Na forma de pigmento, cromato de chumbo (II) (PbCrO4, "amarelo cromo"), óxido de chumbo (II,IV), (Pb3O4, "zarcão") e carbonato de chumbo (II) (PbCO3, "alvaiade") são as substâncias mais comuns. O chumbo é adicionado à tinta para acelerar sua secagem, aumentar sua durabilidade, manter uma aparência fresca e resistir à umidade de maneira a evitar corrosão.
Ele é um dos principais riscos ambientais e à saúde associados com a pintura. No entanto, em alguns países, o chumbo continua a ser adicionado a tintas para uso doméstico.

## Toxicidade
Tintas à base de chumbo são perigosas. Elas podem causar danos ao sistema nervoso e renal, atrofia no crescimento e atrasos no desenvolvimento.